# Homayoun Shadjarian
Homayoun Shadjarian (en persan : همايون شجريان), né le 21 mai 1975 à Téhéran en Iran, est un chanteur et musicien de musique traditionnelle iranienne.

## Historique
Homayoun Shadjarian est le fils du musicien classique iranien Mohammad Reza Shadjarian. Il grandit au sein d'une famille de musiciens où il apprend le chant et le jeu du tombak ainsi que du kamânche dont il fait son instrument principal d'étude au Conservatoire de musique de Téhéran sous la direction d'Ardeshir Kamkar.
À partir de 1991, il accompagne son père dans ses tournées internationales, principalement en jouant du tombak puis après 1999 au chant. Il a collaboré à de nombreuses reprises avec l'ensemble Dastan.

## Discographie
- Nasim-e vasl
- Nashakiba
- Showq-e doost
- Naghsh-e khiyal
- Ba setareh ha
- 2008 : Gheyzhak-e Koli avec l'ensemble Dastan
- 2008 : Khorshid-e Arezoe avec l'ensemble Dastan
- Ab, nan, Avaz
- Shab-e jodayi
- Simorq
- Showq nameh
- 2012 : Bi man maro avec l'ensemble Dastan
- Beyond Any Form
- Neither Angel Nor Devil
- Mastoor o Mast
- Khodavandane Asrar